# Zakavkaska Socijalistička Federativna Sovjetska Republika
Zakavkaska Socijalistička Federativna Sovjetska Republika (rus.: Закавказская Советская Федеративная Социалистическая Республика, ZSFRA) je bila jedna od kratkotrajnih republika Saveza Sovjetskih Socijalističkih Republika koja je postojala od 1922. do 1936.
Bila je sastavljena od tri sovjetske republike, Gruzije, Armenije i Azerbajdžana. Ova federacija je u Sovjetskim Savezu bila poznata kao Transkavkaska republika. Glavni grad republike je bio Tbilisi.

## Ime
- armenski: Անդրկովկասի Սովետական Սոցիալիստական Ֆեդերատիվ Հանրապետություն

Andrkovkasi Sovetakan Soc‘ialistakan Federativ Hanrapetut‘yun
- azerski: Загафгазија Сосиалист Федератив Совет Республикасы

Zaqafqaziya Sosialist Federativ Sovet Respublikası
- gruzijski: ამიერკავკასიის საბჭოთა ფედერაციული სოციალისტური რესპუბლიკა

Amierk'avk'asiis Sabch'ota Pederatsiuli Sotsialist'uri Resp'ublik'a
- ruski: Закавказская Социалистическая Федеративная Советская Республика (ЗСФСР)

Zakavkazskaya Sotsalisticheskaya Federativnaya Sovetskaya Respublika (ZSFSR)

## Povijest
Ta republika ima svoje korijene u revolucionarnim događajima kada se raspadalo Rusko Carstvo nakon Veljačke revolucije 1917. Tada su se bivše carske gubernije u Zakavkazju odcijepile i osnovale Zakavkasku Demokratsku Federativnu Republiku. Sukobljeni nacionalni interesi i rat s Osmanskim Carstvom doveli su do raspada te federacije pola godine kasnije, u travnju 1918.
U sljedećim godina, sve tri konstituitivne republike te bivše federacije, osnovale su vlastite države i međusobno zaratile, uz građanski rat u vlastitim državama, u koji je bila uključena i Crvena armija, koja je nakraju pobijedila, pa su one postale sovjetske republike. U ožujku 1922., to područje je ponovno ujedinjen kao Federacija sovjetskih republika. Nakon osnivanja Sovjetskog Saveza reorganizirana je u jednu republiku prosinca te godine. 
Zakavkaska SFSR rasformirana je 1936., a njene konstitutivne jedinice postale su; Gruzijska SSR, Armenska SSR i Azerbajdžanska SSR.